# Otto Nawrocki
Otto Nawrocki (* 29. April 1923 in Walsleben) ist ein deutscher Leichtathlet der Senioren aus Stendal.

## Erfolge
- Bei den XVI. Winckelmann-Games 2013 in Stendal stellte er zwei deutsche Rekorde auf.
- Bei den Senioren-Weltmeisterschaften 2013 in Porto Alegre gewann er Silber[1] und lief dabei deutsche Bestleistung über 200 Meter.
- Bei den Europameisterschaften 2009 in Ancona gewann er Gold im 60-Meter-Lauf[2] und Silber im Weitsprung.

Am 6. Juli 1998 erhielt er auf der Wartburg in Eisenach aus den Händen des damaligen Arbeits- und Sozialministers Norbert Blüm das Bundesverdienstkreuz am Bande für sein ehrenamtliches Engagement im Seniorensportbereich.
Als Trainer der Abteilung Rollsport beim BSG Lok Stendal führte er seine Sportler im Rollschnelllauf zu Erfolgen bei DDR-Meisterschaften und Spartakiaden.

## Leben
1937 begann er eine Lehre zum Bauschlosser. Von 1942 bis 1945 war er Gebirgsjäger im Zweiten Weltkrieg. Nach dem Krieg startete er eine weitere Ausbildung im Fernmeldewesen, die zur Reichsbahn nach Stendal führte.